# Giselle Itié

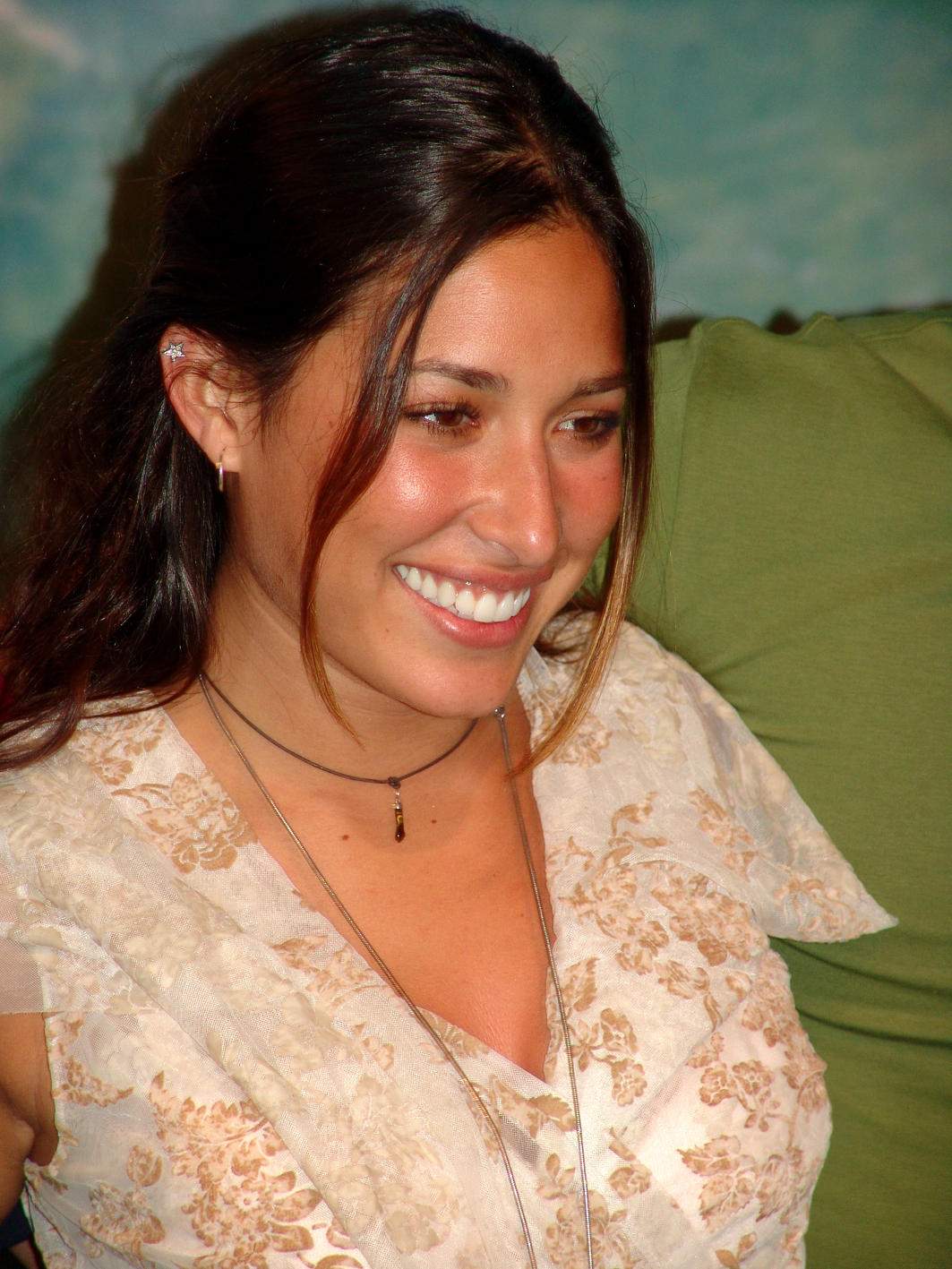
Giselle Itié

Giselle Itié Ramos (anhörenⓘ, * 3. Oktober 1982 in Mexiko-Stadt, Mexiko) ist eine brasilianische Fernsehschauspielerin.
Die Tochter eines Mexikaners und einer Brasilianerin startete ihre Karriere im Alter von 19 Jahren bei einem Werbeauftritt im Fernsehen. Heute spielt sie vorwiegend in nationalen Serien und Telenovelas.

## Filmografie (Auswahl)
- 2001: Os Maias
- 2001: Pícara Sonhadora
- 2002: Esperança
- 2003: Kubanacan
- 2004: Começar de Novo
- 2006: Mandrake
- 2006: Avassaladoras - A Série
- 2006: Pé na jaca!
- 2007: O Profeta
- 2009: Bela a Feia
- 2010: The Expendables